# Slugs - Vortice d'orrore
Slugs - Vortice d'orrore (Slugs, muerte viscosa) è un film del 1988 diretto da Juan Piquer Simón con lo pseudonimo di J.P. Simon. 
È un film horror fantascientifico tratto dal romanzo Slugs di Shaun Hutson.
Questo film segnò l'ultima apparizione cinematografica, seppur non accreditata, di Silvana Mangano, che appare brevemente nella scena del ristorante.

## Trama
I rifiuti tossici scaricati della fabbrica di prodotti chimici della città di Ashton scaricati in un condotto fognario abbandonato provocano una mutazione genetica nelle lumache che si trasformano in enormi viscidi animali carnivori che alla fine saranno eliminati da scienziati ecologi.

## Riconoscimenti
- 1989 - Premio Goya
  - Premio Goya per i migliori effetti speciali a Gonzalo Gonzalo, Basilio Cortijo e Carlo De Marchis